# Albert Espinosa
Albert Espinosa i Puig (Barcelona, 5 de noviembre de 1973) es un ingeniero industrial de formación, guionista, autor teatral, escritor, actor y director de cine español. También colabora como columnista en el diario El Periódico de Catalunya.

## Biografía
Nació el 5 de noviembre de 1973[cita requerida] y a la edad de 13 años fue diagnosticado de osteosarcoma y también fue necesaria la extirpación de un pulmón (16 años) y parte del hígado (18 años). También le amputaron la pierna izquierda. En total, pasó 10 años en hospitales (de los 14 a los 24), y esa experiencia vital le serviría de inspiración para algunas de sus obras teatrales y literarias y guiones de cine y televisión. A los 19 años comenzó a cursar estudios de Ingeniería industrial (rama Química) en la Escuela Técnica Superior de Ingenieros Industriales de Barcelona (ETSEIB) de la Universidad Politécnica de Cataluña. En este centro fue uno de los integrantes, junto con otros estudiantes, del grupo de teatro de la ETSEIB, que por aquel entonces (mediados de los noventa) era denominado como "El Grupo de Teatro", sin más, o, posteriormente, "Enginyteatre".

## Carrera

### Inicios
Fue precisamente en esa época universitaria cuando Espinosa comenzó a escribir, empezando por componer las piezas de teatro que representaba el grupo, muchas de ellas de inspiración shakespeariana (incluyendo y transcribiendo improvisaciones de los propios actores), otras centradas en temas de marcado carácter autobiográfico (como la pieza Los Pelones, que se estrenó en La Riereta Teatre de Barcelona en julio de 1995 y que fue el germen de lo que años después sería su primer guion cinematográfico, Planta 4ª), y también obras de ambientación universitaria, como Un novato en la ETSEIB. Cuando finalizó los estudios, formó con sus compañeros de clase y del grupo de teatro de la ETSEIB la compañía teatral "Los Pelones" (en alusión entrañable, como la pieza homónima anteriormente citada, a ese grupo de pacientes de oncología infantil, todos ellos calvos por los efectos de la quimioterapia, del que formó parte el propio Espinosa en sus años de estancia hospitalaria), que en la actualidad sigue activo.

### Primeros trabajos en televisión
A diferencia del resto de integrantes de «Los Pelones», Espinosa no llegó a ejercer nunca su profesión de ingeniero. Tras finalizar la carrera, su primer guion remunerado (1998) fue para un trabajo videográfico que obtuvo el Premio Europeo de las Tecnologías de la Información. Restablecido definitivamente de su enfermedad (a los 24 años), gracias a esa experiencia previa de escribir pequeñas obras y guiones que había adquirido durante sus años universitarios, comenzó a trabajar como guionista de programas y concursos de televisión, fundamentalmente para la productora catalana Gestmusic, actividad que compaginaba con su faceta de autor teatral y actor de la compañía «Los Pelones». El propio Espinosa confesaba que lo que más le gustaba era actuar, pero que sólo le ofrecían trabajos como guionista de televisión. Es por eso que cuando empezó a trabajar en televisión (su primer programa fue el infantil Club Super3, de Televisión de Cataluña), se propuso el reto de poder cambiar de trabajo cada seis meses para no quemarse «en un mundo tan ardiente». Después llegó una época en la que, confiesa el propio autor, surgieron dudas sobre si volver a su otra vocación (la Ingeniería), dudas que se disiparon tras trabajar en Xat TV (1999-2000), un magacín juvenil de La 2 emitido en Cataluña que le ancló definitivamente al mundo del guion. También cabe destacar de ese periodo su colaboración como guionista en la sitcom Psico Express (2001-2002), creada para la TV3 por la compañía catalana de teatro musical Dagoll Dagom; en la veterana serie de Televisión de Cataluña El cor de la ciutat, en cuyo equipo trabajó durante año y medio (2002-2003), y que fue su primer trabajo de escritura de guiones para una serie de emisión diaria; en la 3ª temporada de la serie cómica Majoria absoluta (2003-2004), que supuso su primera colaboración con el director y guionista Joaquín Oristrell, y en el telefilme Tempus fugit (2003), premiado en el Festival de Ámsterdam, en los Premios GAC 2004, en el Festival de Mánchester y en el Festival de Televisión de Montecarlo 2004.

### Cine y teatro
Sin embargo, la verdadera consagración del talento como guionista de Espinosa llegó con la película Planta 4ª (2003), dirigida por Antonio Mercero y protagonizada por Juan José Ballesta. En esta obra, de marcado carácter autobiográfico, el autor relata, con ternura y humor, en un tono alejado del drama y la tragedia, la experiencia cotidiana en un hospital de un grupo de niños enfermos de cáncer. La cinta, premiada en varios festivales, estuvo nominada al premio a la mejor película en la XVIII Edición de los Premios Goya de la Academia de las Artes y las Ciencias Cinematográficas de España. Posteriormente, mientras seguía intentando hacerse un hueco en el mundo del cine, continuó en televisión, con trabajos como el guion de la serie de Televisión Española Abuela de verano (2005), basada en la novela Diario de una abuela de verano de la escritora Rosa Regàs y protagonizada por Rosa María Sardá, en la que él mismo intervino en un papel secundario (fue su primer trabajo simultáneo como actor y guionista).
En 2006 vive su año más prolífico como guionista y como autor teatral. El 23 de febrero se estrena en la sala de teatro alternativo Tantarantana de Barcelona la comedia Idaho y Utah (nanas para nenes malitos), escrita, dirigida y protagonizada por el propio Espinosa, y ambientada en un futuro cercano donde se inventa una pastilla para dejar de dormir indefinidamente. La obra se reestrenó en abril de 2007 en Madrid (Centro Dramático Nacional). Además, se estrenan también ese año (en abril y octubre) dos películas con guion suyo. La primera es Tu vida en 65', dirigida por María Ripoll y adaptada de una obra teatral del propio Espinosa, que narra una historia en la que la muerte y la casualidad se entrecruzan constantemente. Por el guion de este filme, Espinosa fue premiado en la VI Edición de los Premios Barcelona Cinema. La otra película estrenada ese año fue Va a ser que nadie es perfecto, dirigida por Joaquín Oristrell y protagonizada por Santi Millán, Fernando Tejero y José Luis García Pérez, que en su momento estuvo rodeada de cierta polémica por un supuesto plagio de un guion anterior de César Strawberry.[cita requerida] En esta última película, que obtuvo una Mención Especial en los Premios Ciutat de Barcelona, se retrata el tema de la discapacidad física como algo cotidiano, que debe ser considerado como normal desterrando una visión excluyente. Finalmente, en diciembre se estrenó, en el Teatro Nacional de Cataluña, la obra El gran secret, coescrita con Joan Font. Una adaptación infantil de esta obra, titulada El petit secret, se estrenaría el 9 de enero de 2007, y la obra original llegó a Madrid (Teatro Gran Vía) en marzo de 2007.
En mayo de 2007 arranca el rodaje de la película que, estrenada en octubre del año siguiente, supondría el debut de Espinosa como director cinematográfico: No me pidas que te bese, porque te besaré, una comedia protagonizada por Eloy Azorín y basada en la obra de teatro homónima (estrenada en enero de 2004) y en otra pieza titulada El club de les palles (El club de las pajas) (estrenada en el Teatro Nacional de Cataluña en marzo de 2004), ambas compuestas por el propio Espinosa para la compañía "Los Pelones". También en 2007 la compañía empieza una gira teatral con la obra Idaho y Utah (nanas para nenes malitos). Ya en 2009, Albert Espinosa lleva al Teatre Lliure de Barcelona la comedia El fascinant noi que treia la llengua quan feia treballs manuals (El fascinante chico que sacaba la lengua cuando hacía trabajos manuales), una vez más escrita, dirigida y protagonizada por él mismo, pero en esta ocasión, por primera vez, sin el grupo "Los Pelones". Componían el reparto, junto con el propio Espinosa, Roger Berruez, Juanma Falcón y Óscar Blanco. La intención del autor es adaptar también esta obra al cine. En el verano de 2009 se rueda, en diversas localizaciones de la costa y el interior de Cataluña, la película Herois, un proyecto cinematográfico muy personal que el productor Luis de Val, de Media Films, y el realizador Pau Freixas llevaban preparando tres años. Espinosa es coautor del guion junto con el propio Freixas. En abril de 2010, el filme obtuvo la Biznaga de Plata-Premio del público y el premio al mejor vestuario en la XIII Edición del Festival de Cine Español de Málaga.

### Literatura
En su faceta meramente literaria, ha publicado once libros: El mundo amarillo (2008), Todo lo que podríamos haber sido tú y yo si no fuéramos tú y yo (2010), la exitosa novela Si tú me dices ven lo dejo todo... pero dime ven (2011), que fue el libro más vendido en la tradicional día de Sant Jordi en Barcelona. También publicó Brújulas que buscan sonrisas perdidas (2013), El mundo azul. Ama tu caos (2015), Los secretos que jamás te contaron (2016), Lo que te diré cuando te vuelva a ver (2017) que construye un relato en el que un padre y un hijo emprenden juntos una búsqueda desesperada y valiente que llevará a los protagonistas a enfrentarse con su pasado, Finales que merecen una historia (2018), Lo mejor de ir es volver (2019), Si nos enseñaran a perder ganaríamos siempre (2020), Estaba preparado para todo menos para ti (2021), La noche que nos escuchamos (2022), Qué bien me haces cuando me haces bien  (2023) y Vuelve a amar tu caos y el roce de vivir (2024).

### Trabajos recientes en televisión y radio
En 2010 se embarcó en un nuevo proyecto con Pau Freixas, director de Héroes (2009), la serie de televisión Pulseras rojas, creada por el propio Espinosa. El argumento y el guion corren a cargo del autor y Pau Freixas se encarga de la dirección; la serie, además, está coproducida por ambos.
Pulseras rojas narra la historia cotidiana de un grupo de adolescentes que coinciden en un hospital a causa de sus enfermedades, y habla, siempre con humor y ternura, del valor de la amistad, las ganas de vivir y el afán de superación. Al igual que ya hiciera en la película Planta 4ª (2003), Albert Espinosa se basó en su propia experiencia vital para recrear el ambiente hospitalario de Pulseras rojas.
El guion original ―basado en la citada novela El mundo amarillo (2008), del propio Espinosa― está pensado para cuatro temporadas, y de momento la serie (coproducida por Castelao Producciones y Televisión de Cataluña), tras el notable éxito de audiencia y crítica de la 1.ª temporada (emitida, entre enero y mayo de 2011, por el canal autonómico TV3), ya ha renovado para una segunda, que constaría de 15 nuevos episodios. Además, la 1.ª temporada ha sido doblada al castellano y su emisión comenzó el 9 de julio de 2012 en Antena 3 con un gran éxito de audiencia, superando incluso los datos cosechados en Cataluña con el pase original. Además de la 2ª temporada de Pulseras rojas, actualmente Espinosa prepara la película Planta 5ª, una especie de secuela de la exitosa Planta 4ª.
En Radio Nacional de España, trabajó en el programa nocturno Afectos matinales, dirigido por Jordi Tuñón, con una sección semanal en que traía interesantes estudios científicos hasta 2012 con el cese del programa. Más tarde a finales del mes de noviembre de 2013, se anunció que Albert Espinosa preparaba una nueva serie sobre enfermedades mentales para la cadena española Antena 3 llamada Lucas, tras el éxito de la emisión de su serie Pulseras rojas en esa misma cadena.

## Filmografía

### Televisión
- Club Super3 (programa infantil, 1996-1997) (guionista)
- El joc de viure (serie, 1997) (guionista)
- Xou com sou (concurso, 1999) (guionista)
- Xat TV (programa juvenil, 1999-2000) (guionista)
- Viladomat (serie, 2000) (casting)
- Càsting (concurso, 2000) (guionista)
- El Bus (reality show, 2000) (guionista)
- Acròbatas y clowns (documental, 2001) (guionista)
- Psico Express (serie, 2001-2002) (guionista)
- El cor de la ciutat (serie, 2002-2003) (guionista de las temporadas 2-4)
- Histories de Catalunya (documental, marzo de 2003) (guionista)
- Tempus fugit (TV movie, 2003) (guionista)
- Jet Lag (serie, 2003-2004) (guionista de las temporadas 3-4)
- Majoria absoluta (serie, 2003-2004) (guionista de la temporada 3)
- Autoindefinits (concurso, 2004-2005) (guionista)
- Buenafuente (programa, 2005) (guionista)
- La nochebuena (TV movie, 2005) (actor)
- Suite de nit (TV movie, 2005) (actor)
- Abuela de verano (bajo la dirección de Joaquim Oristrell) (serie, 2005) (actor y guionista) - Helio Utrera
- La sagrada familia (serie, 2010) (guionista)
- Pulseras Rojas (serie, 2010) (guionista y productor)
- La Trinca: biografía no autoritzada (TV movie, 2011) (actor)
- Pulseras Rojas: 2º temporada (serie, 2013) (guionista y productor)
- Los espabilados (serie para Movistar+, 2021) (guionista y director)
- El camino a casa (programa de La Sexta, 2023-presente) (presentador y director)

### Cine
- Planta 4ª (2003) (guionista)
- Tu vida en 65' (2006) (guionista)
- Va a ser que nadie es perfecto (2006) (guionista y actor)
- Fuerte Apache (2007) (actor)
- Destination: Ireland (mediometraje, 2008) (actor y productor)
- No me pidas que te bese, porque te besaré (2008) (actor y director)
- Héroes (2009) (guionista)
- Live is Life (2022) (guionista)
- Saben aquell (2023) (coguionista)

## Obra teatral y literaria
- Los Pelones (teatro, 1995)
- Un novato en la ETSEIB (teatro, 1996)
- Palabras póstumas (teatro, 1997)
- La historia de Marc Guerrero (teatro, 1998)
- Retazos (teatro; estrenada en la sala Teatre Malic de Barcelona en septiembre de 1999)
- 4 bailes (teatro; estrenada en la sala Teatre Malic de Barcelona en febrero de 2002)
- Tu vida en 65' (teatro; estrenada en la sala Teatre Malic de Barcelona en septiembre de 2002)
- Això no és vida (teatro; coescrita con Sergi Belbel y David Plana para la compañía T de Teatre, y estrenada en diciembre de 2003)
- No me pidas que te bese, porque te besaré (teatro; estrenada en la sala de teatro alternativo Tantarantana de Barcelona en enero de 2004)
- El club de les palles (El club de las pajas) (teatro; estrenada en el Teatro Nacional de Cataluña en marzo de 2004)
- Idaho y Utah (nanas para nenes malitos) (teatro; estrenada en la sala de teatro alternativo Tantarantana de Barcelona en febrero de 2006)
- El gran secret (teatro; coescrita con Joan Font y estrenada en el Teatro Nacional de Cataluña en diciembre de 2006)
- El petit secret (teatro; coescrita con Joan Font y estrenada en enero de 2007)
- Els nostres tigres beuen llet (teatro; estrenada en el Teatro Nacional de Cataluña en enero de 2013)
- El mundo amarillo: si crees en los sueños, ellos se cumplirán (ficción autobiográfica, 2008)
- Todo lo que podríamos haber sido tú y yo si no fuéramos tú y yo (novela, 2010)
- Si tú me dices ven lo dejo todo... pero dime ven (novela, 2011)
- Brújulas que buscan sonrisas perdidas (novela, 2013)
- El mundo azul: ama tu caos (novela, 2015)
- Los secretos que jamás te contaron para vivir en este mundo y ser feliz cada día (autoayuda, estilo de vida, 2016)
- Lo que te diré cuando te vuelva a ver (novela, 2017)
- Finales que merecen una historia (novela, 2018)
- Lo mejor de ir es volver (novela, 2019)
- Si nos enseñaran a perder ganaríamos siempre (novela, 2020)
- El mundo amarillo 2: estaba preparado para todo menos para ti (novela, 2021)
- La noche que nos escuchamos (novela, 2022)
- Qué bien me haces cuando me haces bien (novela, 2023)
- Vuelve a amar tu caos y el roce de vivir (novela, 2024)

## Premios
- 2003 - Premio Butaca al mejatral por la obra Tu vida en 65'.
- 2004 - Premio del Cine Vasco al mejor guion por el mundo amarillo.
- 2004 - Premio GAC al mejor guion de telefilme por Tempus fugit.
- 2004 - Ninfa de Oro al mejor guion en el Festival de Televisión de Montecarlo por Tempus fugit.
- 2006 - Premio TeatreBCN por la obra Idaho y Utah (nanas para nenes malitos).
- 2007 - Premio Barcelona Cinema al mejor guion por Tu vida en 65'.